# Кухонный нож

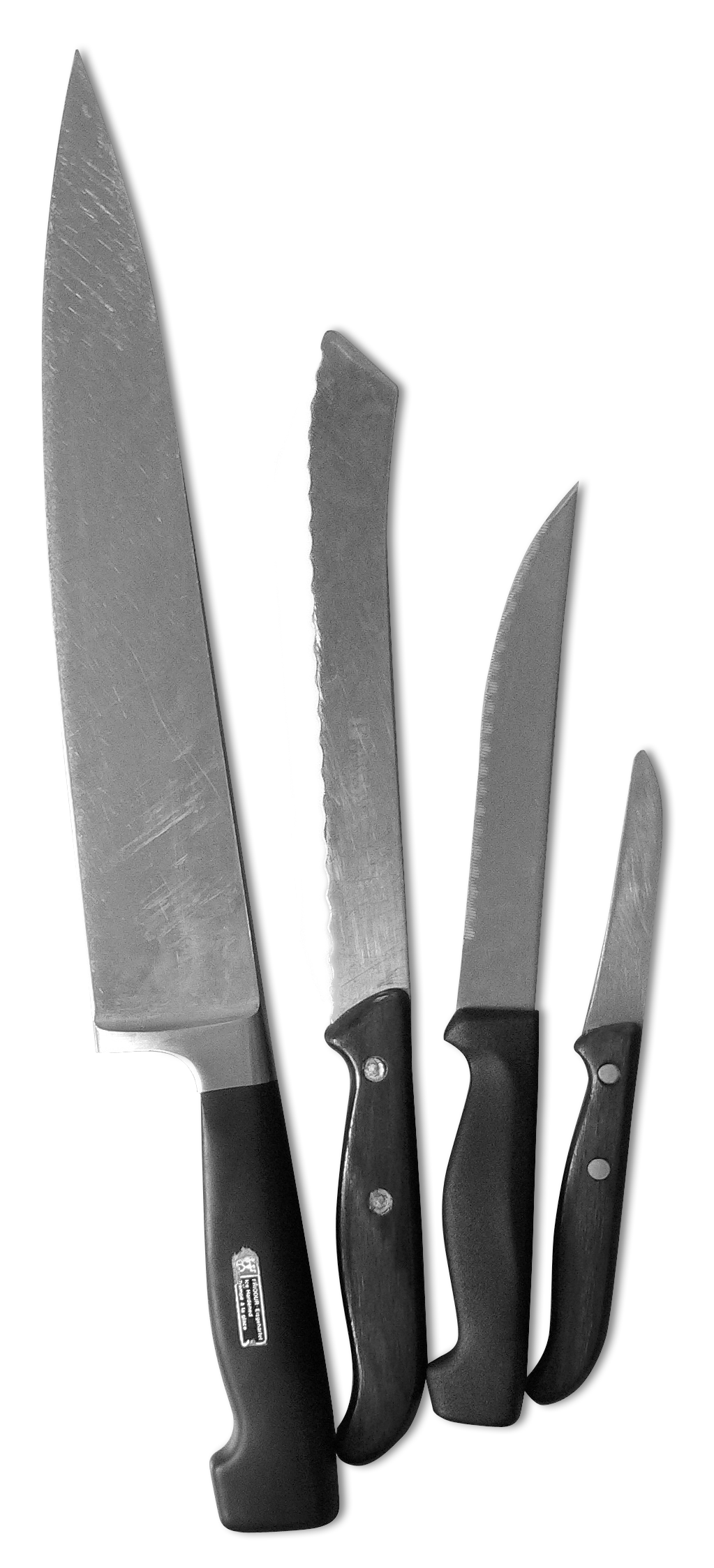
Слева направо: шеф-нож, хлебный нож, нож для помидоров, нож для чистки овощей и фруктов

Ку́хонный нож — нож, который предназначен для использования в приготовлении пищи. Бывают универсальными, выполняющими множество разных задач (деление, измельчение, намазывание, срезание кожицы с овощей) или специализированными (нож для раскрывания раковин устриц).

## Терминология

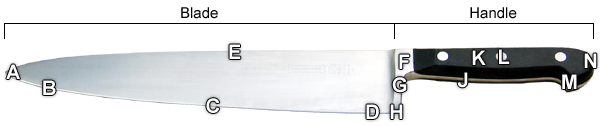
Терминология. На рисунке blade — «клинок», handle — «рукоять»

| A | Остриё:             | Крайняя передняя точка лезвия ножа, используемая для прокалывания.                                                                 |
| B | Кончик:             | Передний край лезвия (приблизительно одна треть), который используется для мелкой и тонкой работы. Также известен, как изгиб ножа. |
| C | Лезвие:             | Вся режущая часть ножа, от острия до заднего края лезвия. Профиль лезвия может быть как скошенным, так и симметричным.             |
| D | Задний край лезвия: | Задняя часть лезвия, предназначенная для разрезания с повышенным усилием.                                                          |
| E | Обух:               | Верхняя утолщённая часть, придающая клинку прочность и массивность.                                                                |
| F | Шейка:              | Утолщённая часть лезвия, соединяющая рукоять и клинок. Придаёт ножу вес и сбалансированность.                                      |
| G | Упор:               | Часть шейки, предохраняющая руку повара от соскальзывания к лезвию.                                                                |
| H | Крыло:              | Часть, сочленяющая задний край лезвия и шейку.                                                                                     |
| J | Хвостовик:          | Часть металлического клинка, располагающаяся в рукояти, придающая ножу целостность и дополнительную массу.                         |
| K | Накладки:           | Две планки материала рукояти (дерево, пластик, компаунд), прикрепляемые к хвостовику.                                              |
| L | Заклёпки:           | Металлические детали крепежа (обычно 3), которые крепят накладки к хвостовику.                                                     |
| M | Упор рукояти:       | Выступ в нижней части рукояти, обеспечивающий плотный захват рукой и предотвращающий выскальзывание ножа.                          |
| N | Задник:             | Торцевая часть рукояти. |

## Клинок

### Материал
- Углеродистая сталь
- Нержавеющая сталь
- Высокоуглеродистая нержавеющая сталь
- Многослойный
- Титан
- Керамика
- Пластик

## Материалы ножей
- Нержавеющая сталь представляет собой сплав железа с содержанием приблизительно 10—15% хрома, возможно никеля и молибдена, с небольшим количеством углерода. Типичные ножи из нержавеющей стали изготовлены из 420 нержавеющей стали высокого содержания хрома, ножи из нержавеющей стали часто используют в качестве столовых приборов. Большинство потребительских марок малоуглеродистой нержавеющей стали значительно мягче, чем из углеродистой стали и более дорогих сортов нержавеющей стали и требуют более частого затачивания, хотя большинство из них обладает высокой устойчивостью к коррозии
- Титан является более лёгким и износостойким. Тем не менее он обеспечивает бо́льшую гибкость, чем сталь. Титан не придаёт никакого вкуса пище. Этот металл, как правило, — дорогой и не очень хорошо подходит для столовых приборов. Имеет высокую вязкость. При обычной температуре покрывается защитной пассивирующей плёнкой оксида TiO2, благодаря этому — коррозиестойкий в большинстве сред (кроме щелочной).

### Изготовление клинка
- Ковка
- Штамповка

### Форма лезвия
Лезвие (режущая кромка) обрабатывают заточкой. Выделяют:
- заточка — форма поперечного сечения кромки
- профиль — форма кромки (зубчатая, прямая, изогнутая)
- в стороне от кромки — конструкция лезвия в некотором удалении от кромки

## Рукоять
Материал рукояти:
- Дерево
- Пластик
- Композит
- Нержавеющая сталь

## Кухонные ножи общего назначения

### Поварской нож

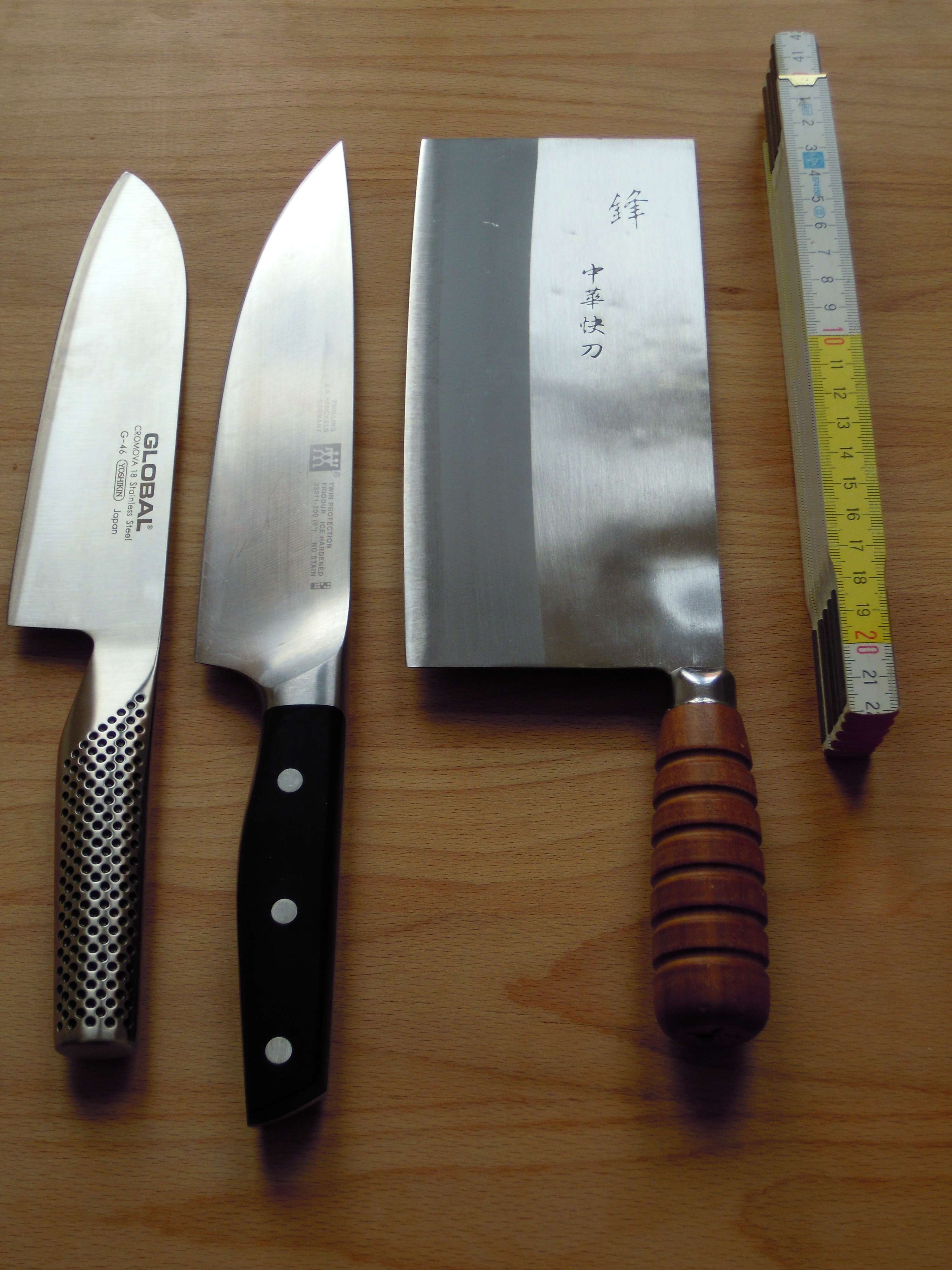
Поварские ножи. Слева направо: японский сантоку, немецкий шеф и китайский топорик (цай-дао)

Многоцелевой нож, форма его клинка позволяет раскачивать нож на разделочной доске и делать точные разрезы. Наиболее распространены ножи с длиной клинка 15—30 см, самая используемая длина клинка — 20 см. С увеличением длины обычно увеличивается и ширина ножа. Основное предназначение — шинковка овощей и нарезка мяса. Обухом можно отбивать мясо.

### Хлебный нож

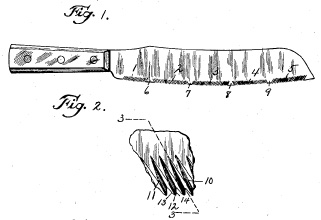
Хлебный нож патента Бурнса

Зубцы на лезвии режут мягкий хлеб, не сминая его. Один из таких ножей был представлен на всемирной колумбийской выставке в Чикаго в 1893 компанией Friedrich Dick (Германия). Одной из разработок выдан патент США Джозефу Бурнсу из Сиракуз.

### Нож для масла
Нож для масла не имеет лезвия и обычно используют для намазывания мягких субстанций.

### Устричный нож
Короткий нож с утолщённым, по сравнению с обычными ножами, клинком для вскрытия устричных раковин. Рекомендовано применение совместно с кольчужной перчаткой.